# Постойна
Постойна (словен. Postojna) — місто в общині Постойна, в регіоні Нотрансько-Крашка, Словенія. Також є адміністративним центром общиини Постойна, що має 40 населених пунктів. Висота над рівнем моря: 555,4 м. У Постойні перебуває важливий карстовий науково-дослідний інститут, освітній центр та середня школа, готелі, адміністративний центр із судом та торговим, медичним та культурним центрами. Згідно статистики в місті налічується 9605 осіб.

## Географія
Місто розташоване в самому серці Словенського Карсту, за 40 км на південний захід від Любляни, на півдорозі до узбережжя Адріатичного моря та узбережжя Словенії. Територія розташована на північному краю Динарських Альп у гірському масиві Карст. Цей вапняковий масив має багато печер, включаючи знамениту печеру Постойна (Постойнска Яма). Через місто проходить європейські маршрути E61,E70.

### Клімат
Місто знаходиться у зоні, котра характеризується морським кліматом. Найтепліший місяць — липень із середньою температурою 17.8 °C (64 °F). Найхолодніший місяць — січень, із середньою температурою -1.7 °С (29 °F).
| Клімат Постойної        | Клімат Постойної | Клімат Постойної | Клімат Постойної | Клімат Постойної | Клімат Постойної | Клімат Постойної | Клімат Постойної | Клімат Постойної | Клімат Постойної | Клімат Постойної | Клімат Постойної | Клімат Постойної | Клімат Постойної |
| Показник                | Січ.             | Лют.             | Бер.             | Квіт.            | Трав.            | Черв.            | Лип.             | Серп.            | Вер.             | Жовт.            | Лист.            | Груд.            | Рік              |
| Абсолютний максимум, °C | 12               | 20               | 22               | 22               | 27               | 30               | 36               | 31               | 28               | 23               | 15               | 15               | 36               |
| Середній максимум, °C   | 2                | 4                | 8                | 12               | 17               | 21               | 24               | 23               | 20               | 13               | 7                | 3                | 13               |
| Середня температура, °C | −1               | 0                | 3                | 7                | 11               | 15               | 17               | 17               | 14               | 8                | 4                | 0                | 8                |
| Середній мінімум, °C    | −5               | −3               | −1               | 2                | 6                | 10               | 11               | 11               | 8                | 4                | 1                | −2               | 3                |
| Абсолютний мінімум, °C  | −20              | −30              | −24              | −9               | −5               | 0                | 2                | 2                | −3               | −5               | −11              | −13              | −30              |
| Норма опадів, мм        | 100              | 80               | 130              | 130              | 190              | 150              | 120              | 150              | 180              | 200              | 200              | 120              | 1830             |
| Днів з дощем            | 9                | 9                | 8                | 8                | 10               | 9                | 9                | 9                | 10               | 10               | 10               | 10               | 101              |
| ----------------------- | ---------------- | ---------------- | ---------------- | ---------------- | ---------------- | ---------------- | ---------------- | ---------------- | ---------------- | ---------------- | ---------------- | ---------------- | ---------------- |
| Джерело: Weatherbase    |                  |                  |                  |                  |                  |                  |                  |                  |                  |                  |                  |                  |                  |

## Походження назви

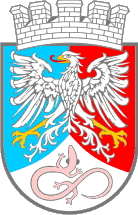
Герб міста Постойна

Оригінальна назва Постойна походить від слова, що означає «орел»: «постойна» це ще одна назва орлана-білохвоста (Haliaeetus albicilla), який колись гніздився в Совиче (східна частина Словенії) а також з'являється на міському гербі Постойної.
Назва «Постойна» також має ще одне значення — зі словен. postojáti (постояти) або postati (стати) що означає зупинитись на короткий час.

## Історія
Постойна вперше згадана в 1226 році за німецьким ім'ям Арнсберг або Адельсберг (Adelsberg — «дворянська гора»). Словенську назву Постойна (Postojna) вперше зафіксовано в документах від 1369 року. З 1371 року місто перебувало в складі держави Габсбургів. За часів імперії Габсбургів Постойна грала роль важливого транспортного вузла на стику напрямків, що ведуть в Відень, Любляну, Марибор і Трієст. Постойна лежала на дорозі, що пов'язувала основні центри імперії з Адріатичним узбережжям.
З моменту відкриття в 1819 році печери Постойнска Яма для загального відвідування важливе значення для міста має туризм. Туристи відвідують не тільки печеру, але і Пред'ямський замок, побудований біля входу в печеру.
Після Першої світової війни Постойна перейшла до складу Італії, опинившись на самому кордоні з новоствореним Королівством сербів, хорватів і словенців (згодом Югославії). Італійська армія спорудила в регіоні велику кількість бункерів, ряд печер був переобладнаний в військові укріплення і з'єднаний тунелями. Після Другої світової війни Постойна увійшла до складу Югославії. З 1991 року — у складі незалежної Словенії.

## Галерея

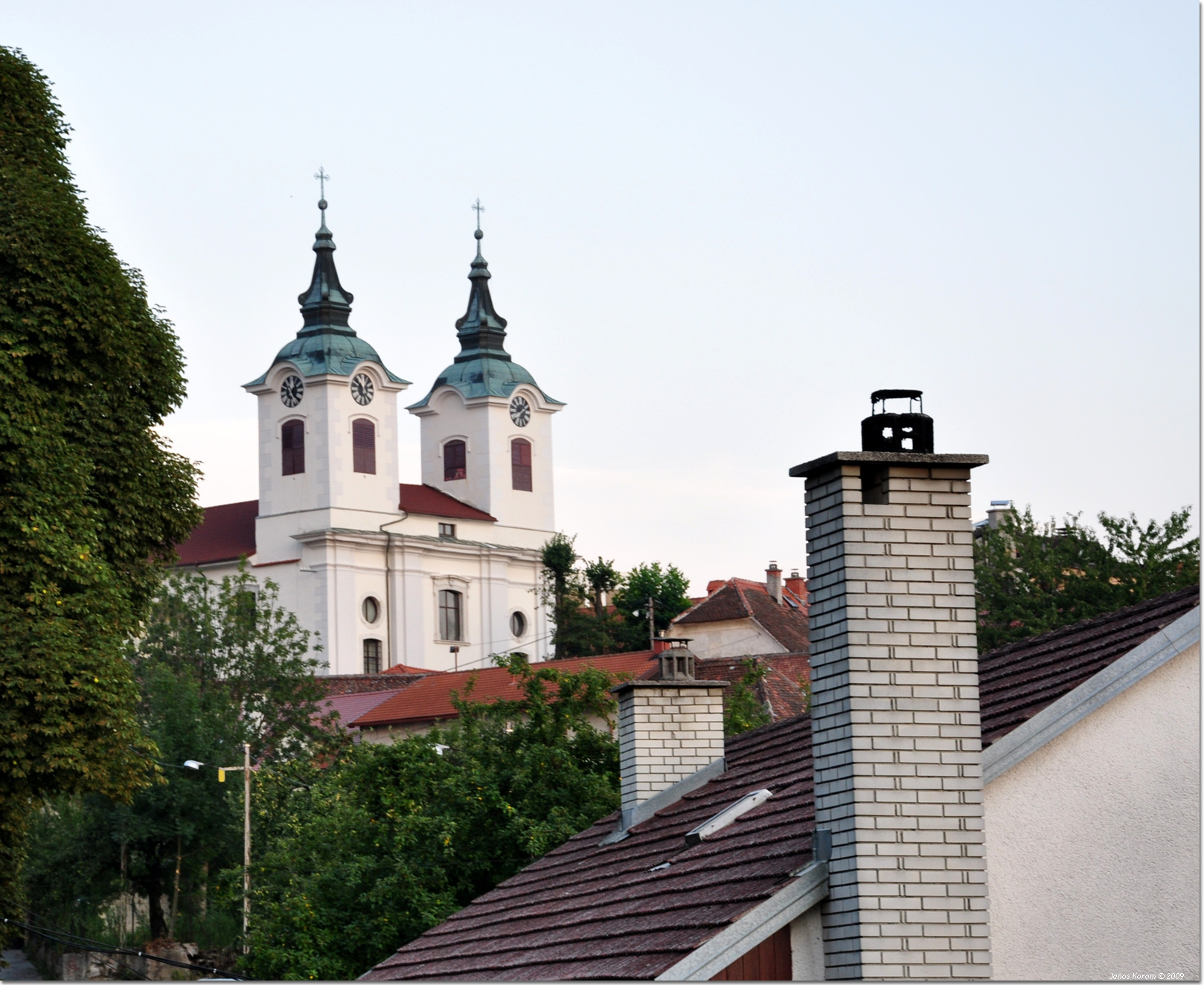
Церква Св. Стефана
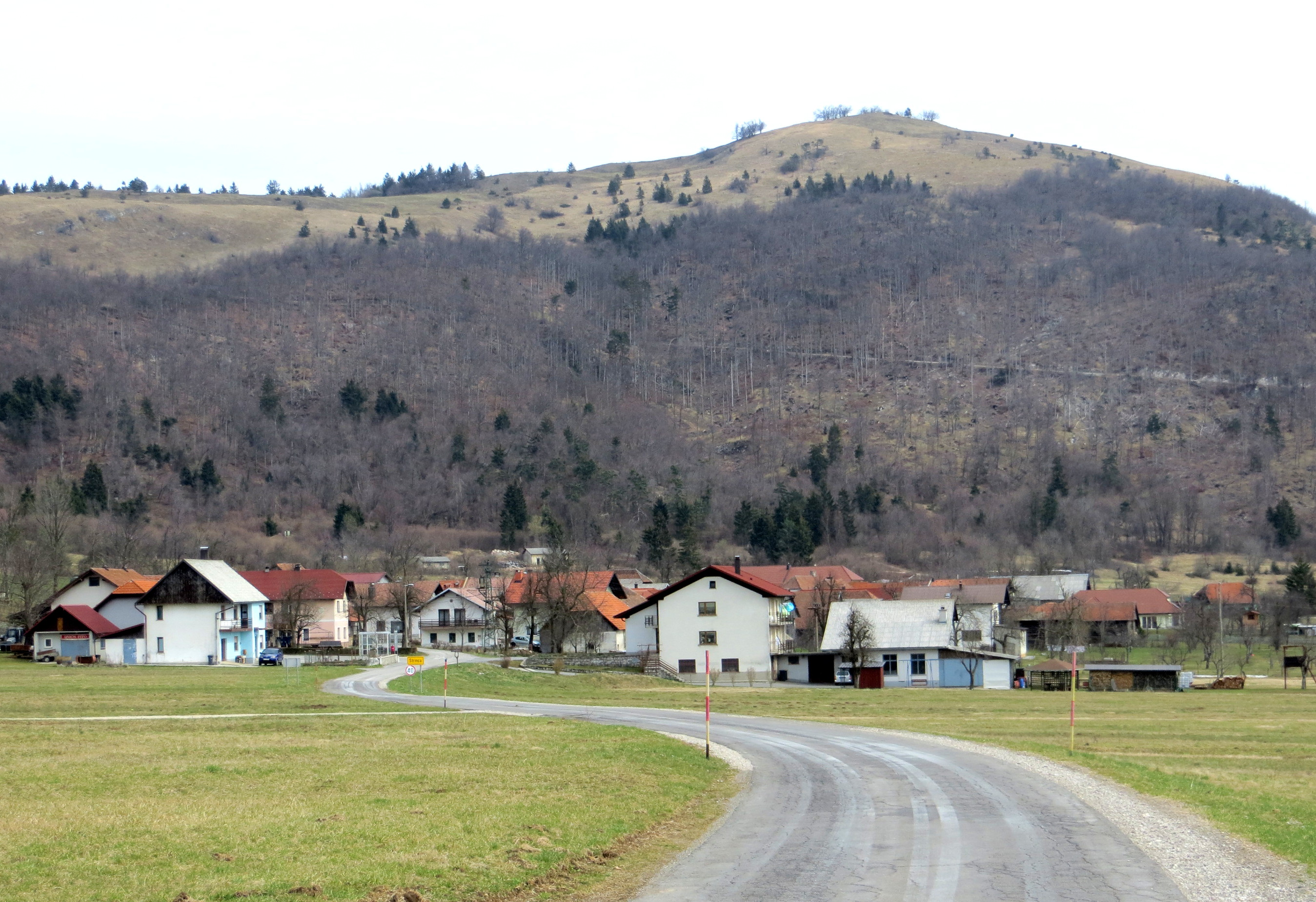
Вид влітку на місто
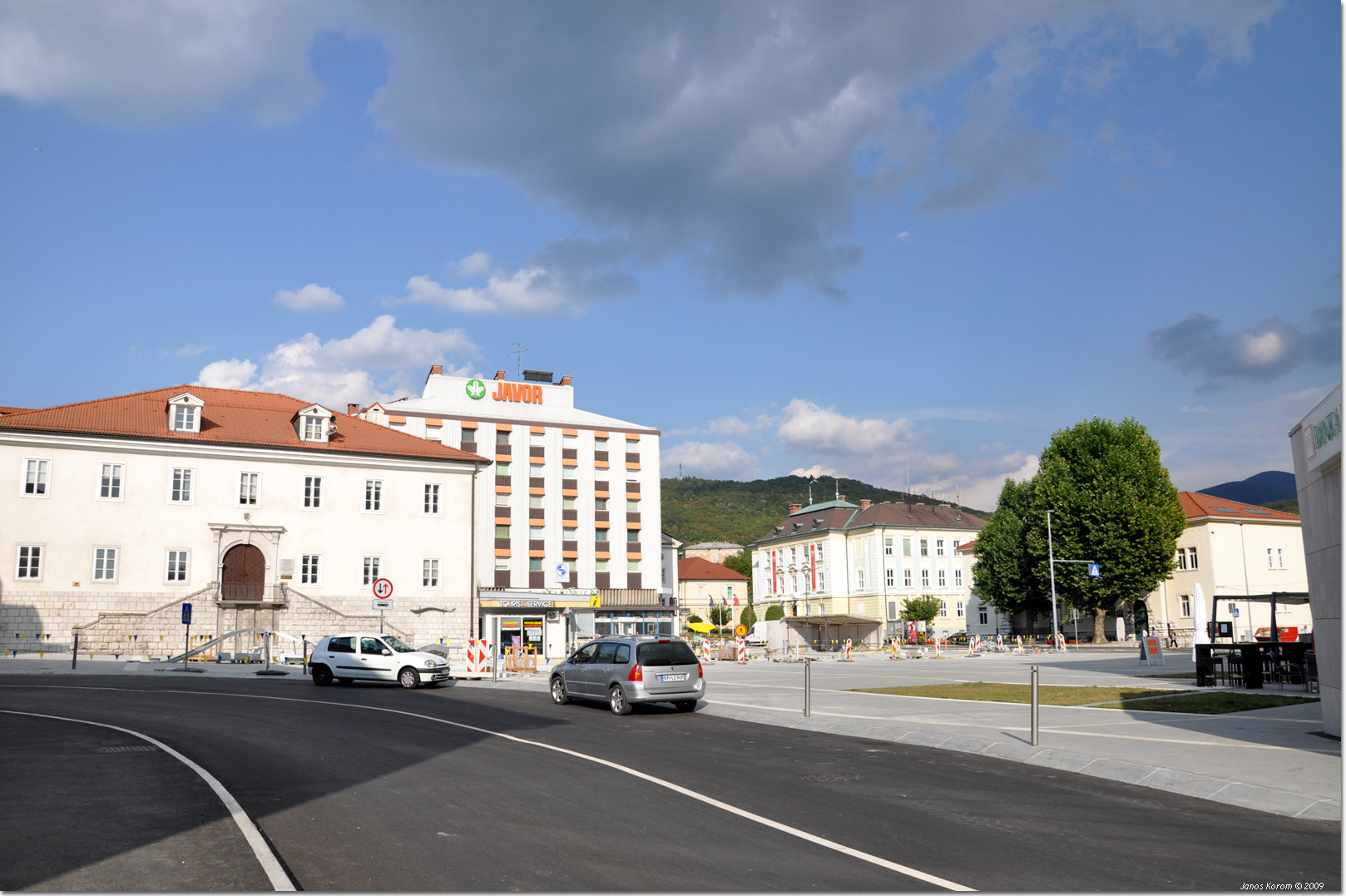
Головна площа міста
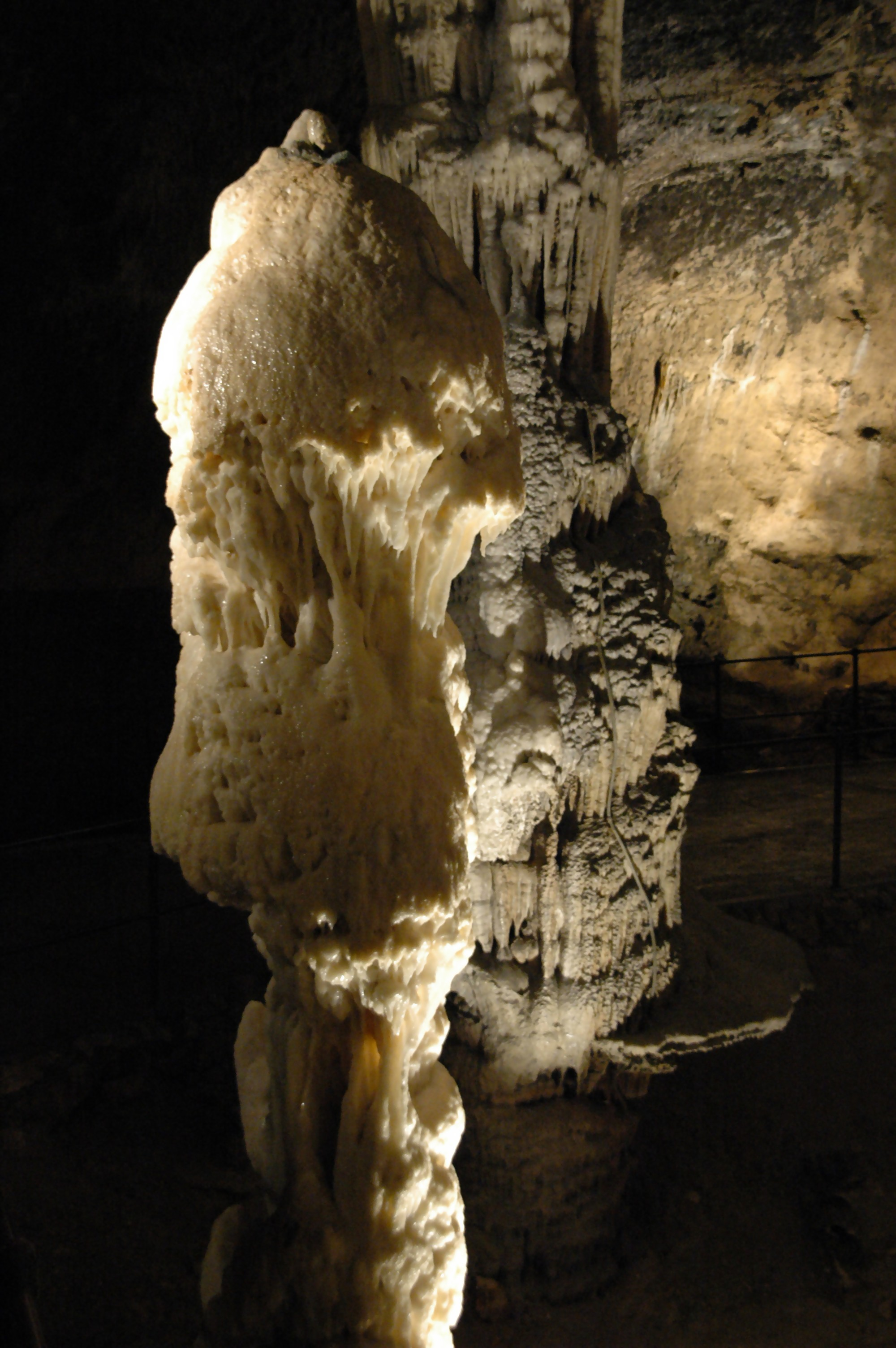
Вапняк в Постойнській Ямі
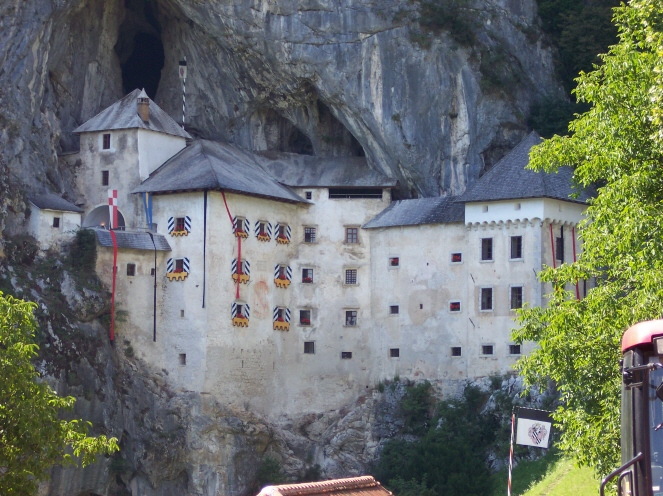
Предямський замок в 11 кілометрах від Постойна

## Відомі люди
- Борут Пахор (нар.1963) — словенський політик.
- Раймонд Дебевець (нар.1963) — словенський стрілець, олімпійський чемпіон.
- Самуель Збогар (нар. 1963) — словенський дипломат і політик.
- Тамара Зіданшек (нар.1997) — словенська тенісистка.